# Els germans Compson
Els germans Compson (títol original en anglès, The Sound and the Fury) és una pel·lícula dramàtica estatunidenca dirigida per James Franco. És la segona versió cinematogràfica de la novel·la homònima de 1929 de William Faulkner (l'anterior adaptació, dirigida per Martin Ritt, es va estrenar el 1959). La pel·lícula es va estrenar en una selecció de cinemes i, també, mitjançant vídeo a la carta el 23 d'octubre de 2015 a càrrec de la distribuïdora New Films International. S'ha doblat i subtitulat al català.
El gener de 2014, es va informar que Keegan Allen, Tim Blake Nelson, Seth Rogen, Danny McBride, Loretta DeVine i Janet Gretzky s'havien unit al repartiment de la pel·lícula.